# Matthieu Bataille
Matthieu Bataille (ur. 26 lipca 1978) – francuski judoka. Olimpijczyk z Aten 2004, gdzie odpadł w eliminacjach w wadze ciężkiej.
Brązowy medalista mistrzostw świata w 2007, 2008 i 2010; uczestnik zawodów w 2003, 2005 i 2011. Trzeci w zawodach drużynowych w 2006. Startował w Pucharze Świata w latach 1998, 2001, 2004, 2007–2009, 2012 i 2013. Mistrz Europy w 2004; trzeci w 2005; piąty w 2006, a także zdobył dwa medale w zawodach drużynowych. Trzeci na igrzyskach śródziemnomorskich w 2001. Wygrał akademickie MŚ w 2002 roku.

## Letnie Igrzyska Olimpijskie 2004
| Konkurencja | Eliminacje                | Klas. końcowa |
| Konkurencja | Przeciwnik I              | Miejsce       |
| ----------- | ------------------------- | ------------- |
| +100 kg     | Abdullo Tangriyev (UZB) P | 1 runda.      |